# Margarita Betovová
Margarita Betovová (rusky Маргари́та Ме́ликовна Бетовa, Margarita Melikovna Betova, rozená Gasparjan (Гаспаря́н),  * 1. září 1994 Moskva) je ruská profesionální tenistka. Ve své dosavadní kariéře na okruhu WTA Tour vyhrála dva singlové a čtyři deblové turnaje. V rámci okruhu ITF získala devět titulů ve dvouhře a osm ve čtyřhře.
Na žebříčku WTA byla ve dvouhře nejvýše klasifikována v březnu 2016 na 41. místě a ve čtyřhře pak v červnu téhož roku na 25. místě. Ve světové kombinované klasifikaci ITF juniorek byla nejvýše postavena v lednu 2011 na 35. příčce. Trénuje ji  Carlos Martinez. Dříve tuto roli plnila Jelena Makarovová. Domovským oddílem je CSKA Moskva.
V ruském týmu Billie Jean King Cupu debutovala v roce 2013 finálovým utkáním Světové skupiny proti Itálii, v němž za rozhodnutého stavu ve prospěch soupeřek nastoupila do čtyřhry. Spolu s Chromačovovou podlehly páru Knappová a Pennettaová. Do roku 2024 v soutěži nastoupila ke čtyřem mezistátním utkáním s bilancí 0–2 ve dvouhře a 1–2 ve čtyřhře.

## Tenisová kariéra
Na juniorském Orange Bowlu v roce 2010 se s Ukrajinkou Annou Poznichyrenkovou probojovaly do finále čtyřhry, v němž nestačily na dvojici Lauren Herringová a Madison Keysová. V rámci Letní univerziády 2013 konané v Kazani byla členkou ruského družstva, které vybojovalo stříbrné medaile.
V hlavní soutěži grandslamu debutovala na květnovém French Open 2015 po zvládnuté tříkolové kvalifikaci. V prvním kole však skončila na raketě chorvatské teenagerky Any Konjuhové. V úvodní fázi Wimbledonu 2015 narazila na světovou jedničku a pozdější vítězku Serenu Williamsovou. Přestože favoritce na začátku prolomila podání, zápas hladce prohrála, když Američanka získala jedenáct ze třinácti zbylých gamů.

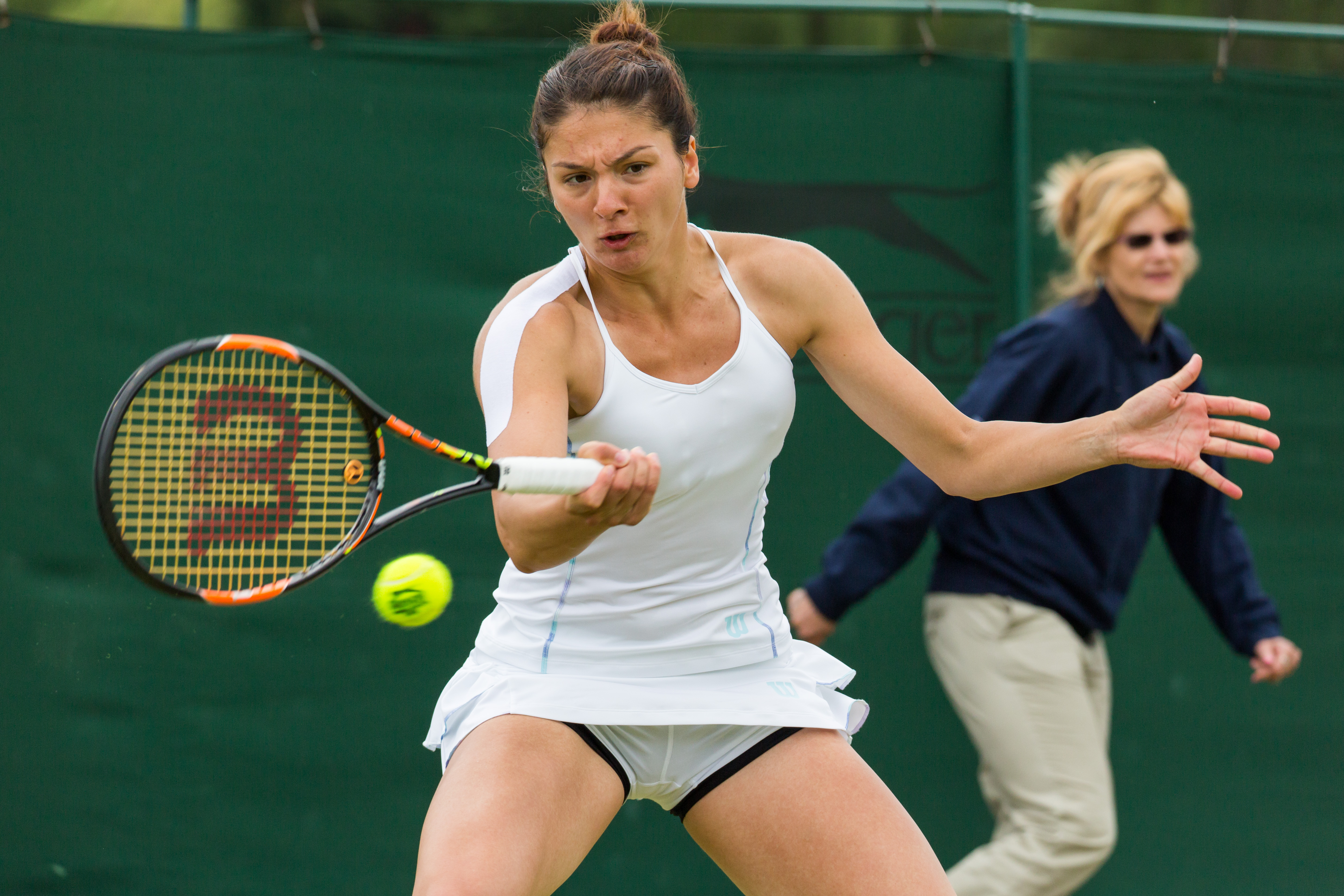
Ve wimbledonské kvalifikaci 2015

Premiérové tituly z okruhu WTA Tour vybojovala na červencovém Baku Cupu 2015. V semifinále dvouhry vyřadila druhou nasazenou Italku Karin Knappovou. V boji o titul pak zdolala rumunskou kvalifikantku Patricii Marii Țigovou po třísetovém průběhu. V následném vydání žebříčku WTA z 3. srpna 2015 poprvé pronikla do elitní světové stovky, když figurovala na 71. místě. V Baku získala i deblový titul. Po boku krajanky Alexandry Panovové ve finále přehrály rusko-ukrajinské dvojky Vitaliju Ďjačenkovou s Olgu Savčukovou.
Třetí deblovou trofej získala s Andreou Hlaváčkovou na antukovém J&T Banka Prague Open 2016, kde jako druhé nasazené ve finále zdolaly dvojici María Irigoyenová a Paula Kaniová po dvousetovém průběhu.

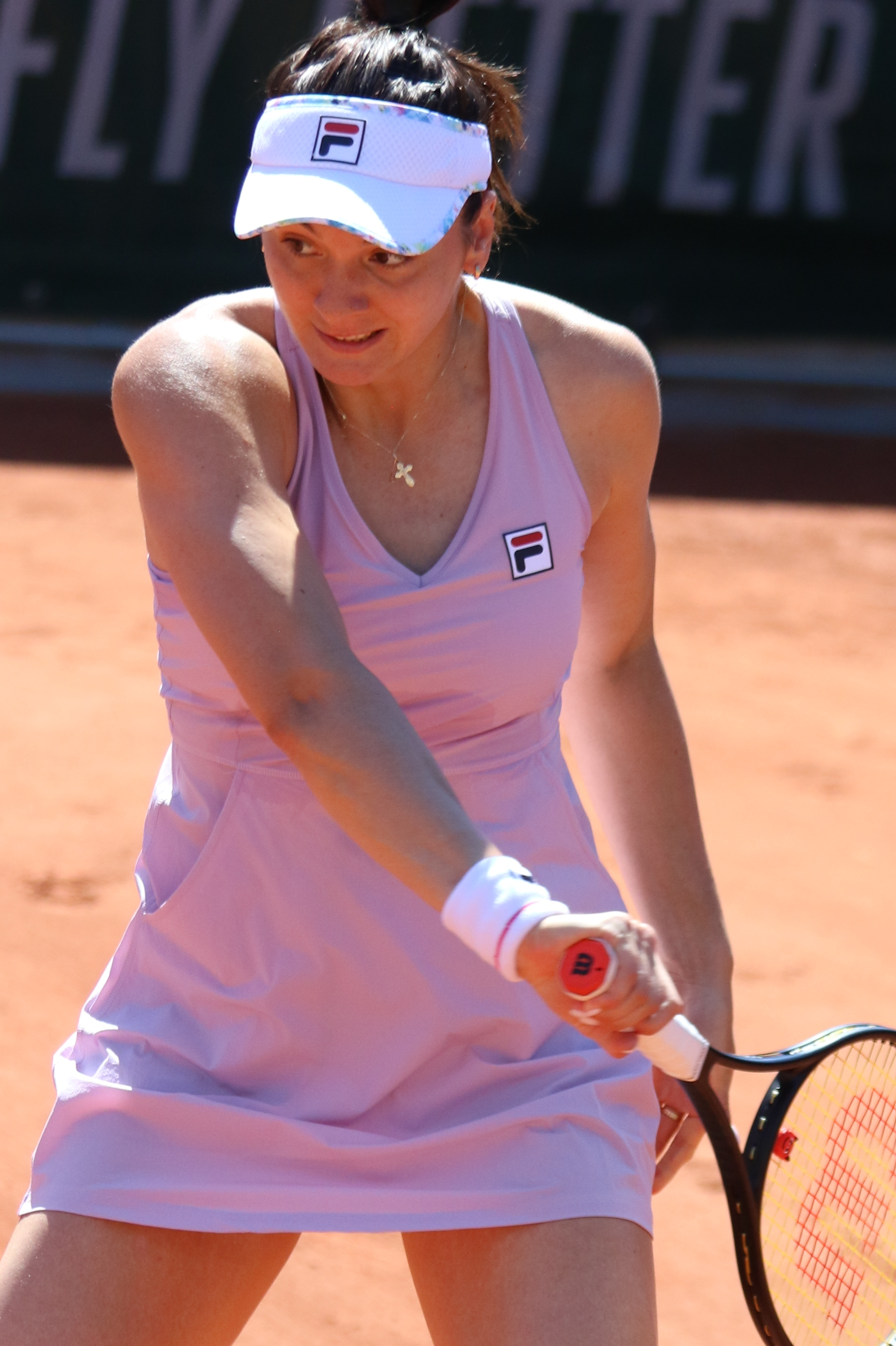
Na French Open 2021 odehrála poslední turnaj před mateřskou dovolenou. Na okruhy se vrátila v lednu 2023.

Na zářijovém Tashkent Open 2018 přidala druhý singlový titul. V nejkratším taškentském finále za 61 minut zdolala 17letou ruskou kvalifikantku Anastasiji Potapovovou po hladkém dvousetovém průběhu. Na okruh se přitom vrátila v květnu 2018 po dvouleté přestávce zaviněné zraněními a startovala pod žebříčkovou ochranou. Jako 299. hráčka žebříčku se stala druhou nejníže postavenou vítězkou dvouhry v historii WTA Tour. Zařadila se tak za Indonésanku Angelique Widžajaovou, která zvítězila na Bali 2001 jako 579. žena klasifikace. Jednalo se o její druhou semifinálovou i finálovou účast v kariéře. Bodový zisk znamenal návrat do první dvoustovky. Členku první světové desítky poprvé porazila z pozice 137. hráčky žebříčku na Upper Austria Ladies Linz 2018, kde ve druhém kole vyřadila světovou desítku Kiki Bertensovou.
Poslední turnaj před přerušením kariéry odehrála na červnovém French Open 2021, kde na úvod získala jediný game na Američanku Ann Liovou. Po narození syna se na okruh vrátila v lednu 2023 dvěma turnaji ITF v Monastiru dotovanými 40 a 25 tisíci dolary. Pokaždé vypadla v prvním kole. Během února 2023 skončila v úvodu kvalifikačních soutěží WTA Tour na Mubadala Abu Dhabi Open i Dubai Tennis Championships.

## Soukromý život
V červenci 2021 se vdala za běloruského tenistu Sergeje Betova a přijala jeho příjmení. V prosinci téhož roku se do manželství narodil syn Daniil (Daňa) Betov.

## Finále na okruhu WTA Tour

### WTA Tour
| Legenda                                      |
| -------------------------------------------- |
| D – dvouhra; Č – čtyřhra                     |
| Grand Slam (0)                               |
| Turnaj mistryň (0)                           |
| Premier Mandatory & Premier 5 / WTA 1000 (0) |
| Premier / WTA 500 (0–1 D; 1–0 Č)             |
| International / WTA 250 (2–0 D; 3–2 Č)       |

#### Dvouhra: 3 (2–1)
| Stav       | č. | datum           | turnaj              | povrch    | soupeřka ve finále    | výsledek      |
| ---------- | -- | --------------- | ------------------- | --------- | --------------------- | ------------- |
| Vítězka    | 1. | 3. srpna 2015   | Baku, Ázerbájdžán   | tvrdý     | Patricia Maria Țigová | 6–3, 5–7, 6–0 |
| Vítězka    | 2. | 29. září 2018   | Taškent, Uzbekistán | tvrdý     | Anastasija Potapovová | 6–2, 6–1      |
| Finalistka | 1. | 21. března 2021 | Petrohrad, Rusko    | tvrdý (h) | Darja Kasatkinová     | 3–6, 1–2skreč |

#### Čtyřhra: 6 (4–2)
| Stav       | č. | datum          | turnaj               | povrch    | spoluhráčka           | soupeřky ve finále                             | výsledek         |
| ---------- | -- | -------------- | -------------------- | --------- | --------------------- | ---------------------------------------------- | ---------------- |
| Finalistka | 1. | 13. září 2014  | Taškent, Uzbekistán  | tvrdý     | Alexandra Panovová    | Aleksandra Krunićová Kateřina Siniaková        | 2–6, 1–6         |
| Vítězka    | 1. | 2. srpna 2015  | Baku, Ázerbájdžán    | tvrdý     | Alexandra Panovová    | Vitalija Ďjačenková Olga Savčuková             | 6–3, 7–5         |
| Vítězka    | 2. | 3. října 2015  | Taškent, Uzbekistán  | tvrdý     | Alexandra Panovová    | Věra Duševinová Kateřina Siniaková             | 6–1, 3–6, [10–3] |
| Vítězka    | 3. | 29. dubna 2016 | Praha, Česko         | antuka    | Andrea Hlaváčková     | María Irigoyenová Paula Kaniová                | 6–4, 6–2         |
| Vítězka    | 4. | 3. února 2019  | Petrohrad, Rusko     | tvrdý (h) | Jekatěrina Makarovová | Anna Kalinská Viktória Kužmová                 | 7–5, 7–5         |
| Finalistka | 2. | 24. srpna 2019 | Bronx, Spojené státy | tvrdý     | Monica Niculescuová   | Darija Juraková María José Martínez Sánchezová | 5–7, 6–2, [7–10] |

### Finále série WTA 125
| Legenda                  |
| ------------------------ |
| D – dvouhra; Č – čtyřhra |
| WTA 125 (0–1 Č)          |

#### Čtyřhra: 0 (0–1)
| Stav       | č. | datum              | turnaj           | povrch    | spoluhráčka         | soupeřky ve finále                  | výsledek         |
| ---------- | -- | ------------------ | ---------------- | --------- | ------------------- | ----------------------------------- | ---------------- |
| Finalistka | 1. | 15. listopadu 2015 | Limoges, Francie | tvrdý (h) | Oxana Kalašnikovová | Barbora Krejčíková Mandy Minellaová | 6–1, 5–7, [6–10] |

## Tituly na turnajích okruhu ITF
| Dotace turnajů okruhu ITF | Dotace turnajů okruhu ITF |
| ------------------------- | ------------------------- |
| 100 000 $ tournaments     | 80 000 $ tournaments      |
| 75 000 $ tournaments      | 60 000 $ tournaments      |
| 50 000 $ tournaments      | 25 000 $ tournaments      |
| 15 000 $ tournaments      | 10 000 $ tournaments      |

### Dvouhra (9 titulů)
| Č. | datum              | turnaj                       | povrch      | soupeřka ve finále     | výsledek         |
| -- | ------------------ | ---------------------------- | ----------- | ---------------------- | ---------------- |
| 1. | 25. března 2012    | Moskva, Rusko                | koberec (h) | Ljudmyla Kičenoková    | 6–0skreč         |
| 2. | 5. května 2012     | Moskva, Rusko                | tvrdý (h)   | Çağla Büyükakçay       | 6–3, 4–6, 6–1    |
| 3. | 20. května 2012    | Moskva, Rusko                | antuka      | Darja Gavrilovová      | 4–6, 6–4, 7–6(2) |
| 4. | 22. září 2012      | Joškar-Ola, Rusko            | tvrdý (h)   | Nadija Kičenoková      | 7–5, 7–6(3)      |
| 5. | 17. listopadu 2013 | Minsk, Bělorusko             | tvrdý (h)   | Anastasija Vasyljevová | 6–4, 6–4         |
| 6. | 2. listopadu 2014  | Šarm aj-Šajch, Egypt         | tvrdý       | Elica Kostovová        | 6–3, 6–0         |
| 7. | 1. února 2015      | Andrézieux-Bouthéon, Francie | tvrdý (h)   | Elica Kostovová        | 6–4, 6–4         |
| 8. | 22. února 2015     | Moskva, Rusko                | tvrdý (h)   | Karine Sarkisovová     | 6–0, 6–4         |
| 9. | 5. dubna 2015      | Croissy-Beaubourg, Francie   | tvrdý (h)   | Mathilde Johanssonová  | 6–3, 6–4         |

### Čtyřhra (8 titulů)
| Č. | datum             | turnaj                     | povrch      | spoluhráčka          | soupeřky ve finále                        | výsledek            |
| -- | ----------------- | -------------------------- | ----------- | -------------------- | ----------------------------------------- | ------------------- |
| 1. | 28. ledna 2012    | Kaarst, Německo            | koberec (h) | Anna Smolinová       | Alexandra Artamanovová Marina Melnikovová | 6–7(2), 6–2, [10–8] |
| 2. | 24. března 2012   | Moskva, Rusko              | koberec (h) | Arina Marenková      | Valentina Ivachněnková Katerina Kozlovová | 3–6 ,7–6(4), [10–6] |
| 3. | 21. září 2012     | Joškar-Ola, Rusko          | tvrdý (h)   | Veronika Kapšajová   | Iryna Burjačoková Valerija Solovjovová    | 6–4, 2–6, [11–9]    |
| 4. | 24. února 2013    | Moskva, Rusko              | tvrdý (h)   | Polina Monovová      | Valerija Solovjovová Maryna Zanevská      | 6–4, 2–6, [10–5]    |
| 5. | 9. června 2013    | Karši, Uzbekistán          | tvrdý       | Polina Pechovová     | Veronika Kapšajová Teodora Mirčićová      | 6–2, 6–1            |
| 6. | 29. března 2014   | Croissy-Beaubourg, Francie | tvrdý (h)   | Ljudmyla Kičenoková  | Kristina Barroisová Eleni Daniilidou      | 6–2 6–4             |
| 7. | 26. července 2014 | Astana, Kazachstán         | tvrdý       | Vitalija Ďjačenková  | Michaela Boevová Anna-Lena Friedsamová    | 6–4, 6–1            |
| 8. | 9. května 2015    | Trnava, Slovensko          | antuka      | Julia Bejgelzimerová | Aleksandra Krunićová Petra Martićová      | 6–3, 6–2            |

## Postavení na konečném žebříčku WTA

### Dvouhra
| Rok    | 2011 | 2012   | 2013   | 2014   | 2015  | 2016   | 2017 | 2018 | 2019  | 2020   | 2021   | 2022 |
| Pořadí | 648. | ▲ 231. | ▼ 318. | ▲ 217. | ▲ 62. | ▼ 115. | —    | 105. | ▲ 87. | ▼ 125. | ▼ 164. | —    |

### Čtyřhra
| Rok    | 2011 | 2012   | 2013   | 2014  | 2015  | 2016  | 2017 | 2018 | 2019  | 2020   | 2021    | 2022 |
| Pořadí | 747. | ▲ 280. | ▲ 243. | ▲ 99. | ▲ 75. | ▲ 41. | —    | 218. | ▲ 95. | ▼ 255. | ▼ 1064. | —    |